# آمار و رکوردهای جام جهانی باشگاه‌ها
جام جهانی باشگاه‌ها یک رقابت بین‌المللی فوتبال است که توسط فدراسیون بین‌المللی فوتبال (فیفا)، نهاد جهانی این ورزش برگزار می‌شود. این مسابقات برای اولین بار به عنوان مسابقات قهرمانی باشگاه‌های جهان ۲۰۰۰ برگزار شد. بین سال‌های ۲۰۰۱ و ۲۰۰۴ به دلایل مختلف، مهم‌تر از همه سقوط شریک بازاریابی فیفا برگزار نشد. پس از تغییر در فرمت که باعث شد مسابقات قهرمانی باشگاه‌های جهان با جام بین قاره‌ای ادغام شود، مسابقات در سال ۲۰۰۵ دوباره راه‌اندازی شد و نام فعلی خود را در فصل پس از آن انتخاب کرد.
فرمت فعلی این مسابقات که از زمان اصلاح این رقابت‌ها پیش از نسخه ۲۰۲۵ مورد استفاده قرار می‌گیرد، شامل ۳۲ تیم است که برای کسب عنوان قهرمانی در ورزشگاه‌های کشور میزبان رقابت می‌کنند؛ ۱۲ تیم از اروپا، ۶ تیم از آمریکای جنوبی، ۴ تیم از آسیا، ۴ تیم از آفریقا، ۴ تیم از آمریکای شمالی، مرکزی و کارائیب، ۱ تیم از اقیانوسیه و ۱ تیم از کشور میزبان. تیم‌ها در هشت گروه چهار تیمی قرار می‌گیرند که هر تیم سه بازی مرحله گروهی را به صورت نوبت‌گردشی انجام می‌دهد. دو تیم برتر هر گروه به مرحله حذفی راه پیدا می‌کنند که از مرحله یک هشتم نهایی شروع می‌شود و با فینال به پایان می‌رسد.
این صفحه جزئیات سوابق و آمار جام جهانی باشگاه‌ها، جمع‌آوری، سازماندهی، تجزیه و تحلیل، تفسیر و ارائه داده‌های مربوط به این مسابقات را شرح می‌دهد. به عنوان یک قاعده کلی، آمار باید در حالت ایده‌آل پس از پایان یک دوره جام جهانی باشگاه‌ها اضافه شود.

## آمار عمومی

### باشگاهی
| باشگاه             | قهرمانی                          | نایب قهرمانی | مقام سومی یا بازنده نیمه نهایی | مقام چهارمی    | منبع                      |
| ------------------ | -------------------------------- | ------------ | ------------------------------ | -------------- | ------------------------- |
| رئال مادرید        | ۵ (۲۰۱۴، ۲۰۱۶، ۲۰۱۷، ۲۰۱۸، ۲۰۲۲) | —            | ۱ (۲۰۲۵)                       | ۱ (۲۰۰۰)       | [ ۶ ] [ ۷ ]               |
| بارسلونا           | ۳ (۲۰۰۹، ۲۰۱۱، ۲۰۱۵)             | ۱ (۲۰۰۶)     | —                              | —              | [ ۸ ] [ ۹ ] [ ۱۰ ] [ ۱۱ ] |
| چلسی               | ۲ (۲۰۲۱، ۲۰۲۵)                   | ۱ (۲۰۱۲)     | —                              | —              | [ ۱۲ ]                    |
| کورینتیانس         | ۲ (۲۰۰۰، ۲۰۱۲)                   | —            | —                              | —              | [ ۱۳ ] [ ۱۲ ] [ ۱۴ ]      |
| بایرن مونیخ        | ۲ (۲۰۱۳، ۲۰۲۰)                   | —            | —                              | —              |                           |
| لیورپول            | ۱ (۲۰۱۹)                         | ۱ (۲۰۰۵)     | —                              | —              | [ ۱۵ ] [ ۱۶ ]             |
| اینترناسیونال      | ۱ (۲۰۰۶)                         | —            | ۱ (۲۰۱۰)                       | —              | [ ۸ ] [ ۱۷ ] [ ۱۸ ]       |
| سائو پائولو        | ۱ (۲۰۰۵)                         | —            | —                              | —              | [ ۱۵ ] [ ۱۹ ]             |
| میلان              | ۱ (۲۰۰۷)                         | —            | —                              | —              | [ ۲۰ ] [ ۲۱ ]             |
| منچستر یونایتد     | ۱ (۲۰۰۸)                         | —            | —                              | —              | [ ۲۲ ] [ ۲۳ ]             |
| اینتر میلان        | ۱ (۲۰۱۰)                         | —            | —                              | —              | [ ۲۴ ] [ ۲۵ ]             |
| منچستر سیتی        | ۱ (۲۰۲۳)                         | —            | —                              | —              |                           |
| ریور پلاته         | —                                | ۱ (۲۰۱۵)     | ۱ (۲۰۱۸)                       | —              |                           |
| فلامینگو           | —                                | ۱ (۲۰۱۹)     | ۱ (۲۰۲۲)                       | —              |                           |
| فلومیننزه          | —                                | ۱ (۲۰۲۳)     | ۱ (۲۰۲۵)                       | —              |                           |
| الهلال             | —                                | ۱ (۲۰۲۲)     | —                              | ۲ (۲۰۱۹، ۲۰۲۱) |                           |
| کاشیما آنتلرز      | —                                | ۱ (۲۰۱۶)     | —                              | ۱ (۲۰۱۸)       |                           |
| پالمیراس           | —                                | ۱ (۲۰۲۱)     | —                              | ۱ (۲۰۲۰)       |                           |
| واسکو دوگاما       | —                                | ۱ (۲۰۰۰)     | —                              | —              | [ ۱۳ ] [ ۲۶ ]             |
| بوکا جونیورز       | —                                | ۱ (۲۰۰۷)     | —                              | —              | [ ۲۰ ] [ ۲۷ ]             |
| ال‌دی‌یو کیتو        | —                                | ۱ (۲۰۰۸)     | —                              | —              | [ ۲۲ ] [ ۲۸ ]             |
| استودیانس          | —                                | ۱ (۲۰۰۹)     | —                              | —              | [ ۹ ] [ ۲۹ ]              |
| تی‌پی مازمبه        | —                                | ۱ (۲۰۱۰)     | —                              | —              | [ ۲۴ ] [ ۳۰ ]             |
| سانتوس             | —                                | ۱ (۲۰۱۱)     | —                              | —              | [ ۱۰ ] [ ۳۱ ]             |
| الرجا              | —                                | ۱ (۲۰۱۳)     | —                              | —              |                           |
| سن لورنسو          | —                                | ۱ (۲۰۱۴)     | —                              | —              |                           |
| گرمیو              | —                                | ۱ (۲۰۱۷)     | —                              | —              |                           |
| العین              | —                                | ۱ (۲۰۱۸)     | —                              | —              |                           |
| اونال              | —                                | ۱ (۲۰۲۰)     | —                              | —              |                           |
| پاری سن-ژرمن       | —                                | ۱ (۲۰۲۵)     | —                              | —              |                           |
| الاهلی             | —                                | —            | ۴ (۲۰۰۶، ۲۰۲۰، ۲۰۲۱، ۲۰۲۳)     | ۲ (۲۰۱۲، ۲۰۲۲) | [ ۳۲ ] [ ۳۳ ]             |
| مونتری             | —                                | —            | ۲ (۲۰۱۲، ۲۰۱۹)                 | —              | [ ۳۳ ] [ ۳۴ ]             |
| پاچوکا             | —                                | —            | ۱ (۲۰۱۷)                       | ۱ (۲۰۰۸)       | [ ۳۵ ] [ ۳۶ ]             |
| نیکاکسا            | —                                | —            | ۱ (۲۰۰۰)                       | —              | [ ۳۷ ] [ ۳۸ ]             |
| ساپریسا            | —                                | —            | ۱ (۲۰۰۵)                       | —              | [ ۶ ]                     |
| اوراوا رد دایموندز | —                                | —            | ۱ (۲۰۰۷)                       | ۱ (۲۰۲۳)       | [ ۳۹ ] [ ۴۰ ]             |
| گامبا اوساکا       | —                                | —            | ۱ (۲۰۰۸)                       | —              | [ ۳۷ ]                    |
| پوهانگ استیلرز     | —                                | —            | ۱ (۲۰۰۹)                       | —              | [ ۴۱ ] [ ۴۲ ]             |
| السد               | —                                | —            | ۱ (۲۰۱۱)                       | —              | [ ۴۳ ] [ ۴۴ ]             |
| اتلتیکو مینیرو     | —                                | —            | ۱ (۲۰۱۳)                       | —              |                           |
| اوکلند سیتی        | —                                | —            | ۱ (۲۰۱۴)                       | —              |                           |
| سانفریس هیروشیما   | —                                | —            | ۱ (۲۰۱۵)                       | —              |                           |
| اتلتیکو ناسیونال   | —                                | —            | ۱ (۲۰۱۶)                       | —              |                           |
| آمریکا             | —                                | —            | —                              | ۲ (۲۰۰۶، ۲۰۱۶) | [ ۳۲ ] [ ۴۵ ]             |
| گوانگژو            | —                                | —            | —                              | ۲ (۲۰۱۳، ۲۰۱۵) |                           |
| الاتحاد            | —                                | —            | —                              | ۱ (۲۰۰۵)       | [ ۳۹ ]                    |
| ستاره ساحلی        | —                                | —            | —                              | ۱ (۲۰۰۷)       | [ ۳۵ ] [ ۴۶ ]             |
| آتلانتی            | —                                | —            | —                              | ۱ (۲۰۰۹)       | [ ۴۱ ]                    |
| سئونگنام           | —                                | —            | —                              | ۱ (۲۰۱۰)       | [ ۱۷ ] [ ۴۷ ]             |
| کاشیوا ریسول       | —                                | —            | —                              | ۱ (۲۰۱۱)       | [ ۴۳ ]                    |
| کروز آزول          | —                                | —            | —                              | ۱ (۲۰۱۴)       |                           |
| الجزیره            | —                                | —            | —                              | ۱ (۲۰۱۷)       | [ ۳۴ ]                    |

### کشوری
| کشور                  | قهرمانی                                            | نایب قهرمانی                           | مقام سومی یا بازنده نیمه نهایی | مقام چهارمی                      | منبع                              |
| --------------------- | -------------------------------------------------- | -------------------------------------- | ------------------------------ | -------------------------------- | --------------------------------- |
| اسپانیا               | ۸ (۲۰۰۹، ۲۰۱۱، ۲۰۱۴، ۲۰۱۵، ۲۰۱۶، ۲۰۱۷، ۲۰۱۸، ۲۰۲۲) | ۱ (۲۰۰۶)                               | ۱ (۲۰۲۵)                       | ۱ (۲۰۰۰)                         | [ ۸ ] [ ۱۰ ] [ ۱۳ ]               |
| انگلیس                | ۵ (۲۰۰۸، ۲۰۱۹، ۲۰۲۱، ۲۰۲۳، ۲۰۲۵)                   | ۲ (۲۰۰۵، ۲۰۱۲)                         | —                              | —                                | [ ۲۲ ] [ ۱۵ ]                     |
| برزیل                 | ۴ (۲۰۰۰، ۲۰۰۵، ۲۰۰۶، ۲۰۱۲)                         | ۶ (۲۰۰۰، ۲۰۱۱، ۲۰۱۷، ۲۰۱۹، ۲۰۲۱، ۲۰۲۳) | ۳ (۲۰۱۰، ۲۰۱۳، ۲۰۲۲)           | ۱ (۲۰۲۰)                         | [ ۸ ] [ ۱۰ ] [ ۱۳ ] [ ۲۴ ] [ ۱۵ ] |
| ایتالیا               | ۲ (۲۰۰۷، ۲۰۱۰)                                     | —                                      | —                              | —                                | [ ۲۴ ] [ ۲۰ ]                     |
| آلمان                 | ۲ (۲۰۱۳، ۲۰۲۰)                                     | —                                      | —                              | —                                |                                   |
| آرژانتین              | —                                                  | ۴ (۲۰۰۷، ۲۰۰۹، ۲۰۱۴، ۲۰۱۵)             | ۱ (۲۰۱۸)                       | —                                | [ ۲۰ ]                            |
| مکزیک                 | —                                                  | ۱ (۲۰۲۰)                               | ۴ (۲۰۰۰، ۲۰۱۲، ۲۰۱۷، ۲۰۱۹)     | ۵ (۲۰۰۶، ۲۰۰۸، ۲۰۰۹، ۲۰۱۴، ۲۰۱۶) | [ ۸ ] [ ۹ ] [ ۱۳ ] [ ۲۲ ]         |
| ژاپن                  | —                                                  | ۱ (۲۰۱۶)                               | ۳ (۲۰۰۷، ۲۰۰۸، ۲۰۱۵)           | ۳ (۲۰۱۱، ۲۰۱۸، ۲۰۲۳)             |                                   |
| عربستان سعودی         | —                                                  | ۱ (۲۰۲۲)                               | —                              | ۳ (۲۰۰۵، ۲۰۱۹، ۲۰۲۱)             | [ ۱۵ ]                            |
| امارات متحده عربی     | —                                                  | ۱ (۲۰۱۸)                               | —                              | ۱ (۲۰۱۷)                         |                                   |
| اکوادور               | —                                                  | ۱ (۲۰۰۸)                               | —                              | —                                | [ ۲۲ ]                            |
| جمهوری دموکراتیک کنگو | —                                                  | ۱ (۲۰۱۰)                               | —                              | —                                | [ ۲۴ ]                            |
| مراکش                 | —                                                  | ۱ (۲۰۱۳)                               | —                              | —                                |                                   |
| فرانسه                | —                                                  | ۱ (۲۰۲۵)                               | —                              | —                                |                                   |
| مصر                   | —                                                  | —                                      | ۴ (۲۰۰۶، ۲۰۲۰، ۲۰۲۱، ۲۰۲۳)     | ۲ (۲۰۱۲، ۲۰۲۲)                   | [ ۸ ]                             |
| کره جنوبی             | —                                                  | —                                      | ۱ (۲۰۰۹)                       | ۱ (۲۰۱۰)                         | [ ۹ ] [ ۲۴ ]                      |
| کاستاریکا             | —                                                  | —                                      | ۱ (۲۰۰۵)                       | —                                | [ ۱۵ ]                            |
| قطر                   | —                                                  | —                                      | ۱ (۲۰۱۱)                       | —                                | [ ۱۰ ]                            |
| نیوزیلند              | —                                                  | —                                      | ۱ (۲۰۱۴)                       | —                                | [ ۴۸ ]                            |
| کلمبیا                | —                                                  | —                                      | ۱ (۲۰۱۶)                       | —                                |                                   |
| چین                   | —                                                  | —                                      | —                              | ۲ (۲۰۱۳، ۲۰۱۵)                   | [ ۴۹ ] [ ۵۰ ]                     |
| تونس                  | —                                                  | —                                      | —                              | ۱ (۲۰۰۷)                         | [ ۲۰ ]                            |

### کنفدراسیونی
| کنفدراسیون | قهرمانی                                                                                                   | نایب قهرمانی                                                          | مقام سومی یا بازنده نیمه نهایی         | مقام چهارمی                                                     |
| ---------- | --- | --------------------------------------------------------------------- | -------------------------------------- | --------------------------------------------------------------- |
| یوفا       | ۱۷ (۲۰۰۷، ۲۰۰۸، ۲۰۰۹، ۲۰۱۰، ۲۰۱۱، ۲۰۱۳، ۲۰۱۴، ۲۰۱۵، ۲۰۱۶، ۲۰۱۷، ۲۰۱۸، ۲۰۱۹، ۲۰۲۰، ۲۰۲۱، ۲۰۲۲، ۲۰۲۳، ۲۰۲۵) | ۴ (۲۰۰۵، ۲۰۰۶، ۲۰۱۲، ۲۰۲۵)                                            | ۱ (۲۰۲۵)                               | ۱ (۲۰۰۰)                                                        |
| کونمبول    | ۴ (۲۰۰۰، ۲۰۰۵، ۲۰۰۶، ۲۰۱۲)                                                                                | ۱۱ (۲۰۰۰، ۲۰۰۷، ۲۰۰۸، ۲۰۰۹، ۲۰۱۱، ۲۰۱۴، ۲۰۱۵، ۲۰۱۷، ۲۰۱۹، ۲۰۲۱، ۲۰۲۳) | ۶ (۲۰۱۰، ۲۰۱۳، ۲۰۱۵، ۲۰۱۸، ۲۰۲۲، ۲۰۲۵) | ۱ (۲۰۲۰)                                                        |
| ای‌اف‌سی     | — | ۳ (۲۰۱۶، ۲۰۱۸، ۲۰۲۲)                                                  | ۵ (۲۰۰۷، ۲۰۰۸، ۲۰۰۹، ۲۰۱۱، ۲۰۱۵)       | ۱۰ (۲۰۰۵، ۲۰۱۰، ۲۰۱۱، ۲۰۱۳، ۲۰۱۵، ۲۰۱۷، ۲۰۱۸، ۲۰۱۹، ۲۰۲۱، ۲۰۲۳) |
| کاف        | — | ۲ (۲۰۱۰، ۲۰۱۳)                                                        | ۴ (۲۰۰۶، ۲۰۲۰، ۲۰۲۱، ۲۰۲۳)             | ۳ (۲۰۰۷، ۲۰۱۲، ۲۰۲۲)                                            |
| کونکاکاف   | — | ۱ (۲۰۲۰)                                                              | ۵ (۲۰۰۰، ۲۰۰۵، ۲۰۱۲، ۲۰۱۷، ۲۰۱۹)       | ۵ (۲۰۰۶، ۲۰۰۸، ۲۰۰۹، ۲۰۱۴، ۲۰۱۶)                                |
| اواف‌سی     | — | —                                                                     | ۱ (۲۰۱۴)                               | —                                                               |

## آمار فینال‌ها
میزان موفقیت در فینال
سه باشگاه بیش از یک بار در فینال جام باشگاه‌های جهان حضور پیدا کرده‌اند که ضریب موفقیت آن ۱۰۰ درصد است:
- کورینتیانس (۲۰۰۰، ۲۰۱۲)[۱۴]
- رئال مادرید (۲۰۱۴، ۲۰۱۶، ۲۰۱۷، ۲۰۱۸، ۲۰۲۲)
- بایرن مونیخ (۲۰۱۳، ۲۰۲۰)[۵۱]

شش باشگاه یک بار در فینال حضور پیدا کرده‌اند که در آن موقعیت پیروز شده‌اند:
- سائو پائولو (۲۰۰۵)[۱۹]
- اینترناسیونال (۲۰۰۶)[۱۸]
- میلان (۲۰۰۷)[۲۱]
- منچستر یونایتد (۲۰۰۸)[۲۳]
- اینتر میلان (۲۰۱۰)[۲۵]
- منچستر سیتی (۲۰۲۳)

یک باشگاه چهار بار در فینال حضور پیدا کرده است و تنها در یک مورد شکست خورده است:
- بارسلونا (شکست در ۲۰۰۶، برد در ۲۰۰۹، ۲۰۱۱ و ۲۰۱۵)

یک باشگاه سه بار در فینال حضور پیدا کرده است و دو بار برد و یک بار شکست خورده است:
- چلسی (شکست در ۲۰۱۲، برد در ۲۰۲۱ و ۲۰۲۵)

یک باشگاه دو بار در فینال حضور پیدا کرده است و یک بار برد و یک بار شکست خورده است:
- لیورپول (شکست در ۲۰۰۵، برد در ۲۰۱۹)[۱۶]

میزان شکست در فینال
در نقطه مقابل، شانزده باشگاه یک فینال بازی کرده و شکست خورده‌اند:
- واسکو دوگاما (۲۰۰۰)[۲۶]
- بوکا جونیورز (۲۰۰۷)[۲۷]
- ال‌دی‌یو کیتو (۲۰۰۸)[۲۸]
- استودیانتس (۲۰۰۹)[۲۹]
- تی‌پی مازمبه (۲۰۱۰)[۳۰]
- سانتوس (۲۰۱۱)[۳۱]
- الرجا (۲۰۱۳)
- سن لورنسو (۲۰۱۴)
- ریور پلاته (۲۰۱۵)
- کاشیما آنتلرز (۲۰۱۶)
- گرمیو (۲۰۱۷)
- العین (۲۰۱۸)
- فلامینگو (۲۰۱۹)
- اونال (۲۰۲۰)
- پالمیراس (۲۰۲۱)
- الهلال (۲۰۲۲)
- فلومیننزه (۲۰۲۳)
- پاری سن-ژرمن (۲۰۲۵)

حضور باشگاه در فینال
یک باشگاه پنج بار در فینال جام باشگاه‌های جهان شرکت کرده است:
- رئال مادرید (۲۰۱۴، ۲۰۱۶، ۲۰۱۷، ۲۰۱۸، ۲۰۲۲)[۷]

## شرکت در مسابقات

### فهرست باشگاه‌های شرکت‌کننده در جام جهانی باشگاه‌ها
در زیر فهرستی از باشگاه‌هایی که در جام جهانی باشگاه‌ها بازی کرده‌اند یا به آن راه یافته‌اند، آمده است. اعداد پررنگ نشان‌دهنده مسابقات برنده شده هستند. ردیف‌ها را می‌توان بر اساس لیگ ملی، تعداد کل حضورها بر اساس لیگ ملی یا باشگاه و سال‌های بازی تنظیم کرد. اوکلند سیتی دوازده بار در جام جهانی باشگاه‌ها شرکت کرده است که بیش از هر باشگاه دیگری است.
| کشور                      | تعداد حضور | باشگاه‌ها              | سال                                                                    |
| ------------------------- | ---------- | --------------------- | ---------------------------------------------------------------------- |
| برزیل (۱۱)                | ۳          | پالمیراس              | ۲۰۲۰، ۲۰۲۱، ۲۰۲۵                                                       |
| برزیل (۱۱)                | ۳          | فلامینگو              | ۲۰۱۹، ۲۰۲۲، ۲۰۲۵                                                       |
| برزیل (۱۱)                | ۲          | کورینتیانس            | ۲۰۰۰، ۲۰۱۲                                                             |
| برزیل (۱۱)                | ۲          | اینترناسیونال         | ۲۰۰۶، ۲۰۱۰                                                             |
| برزیل (۱۱)                | ۲          | فلومیننزه             | ۲۰۲۳، ۲۰۲۵                                                             |
| برزیل (۱۱)                | ۱          | واسکو دوگاما          | ۲۰۰۰                                                                   |
| برزیل (۱۱)                | ۱          | سائو پائولو           | ۲۰۰۵                                                                   |
| برزیل (۱۱)                | ۱          | سانتوس                | ۲۰۱۱                                                                   |
| برزیل (۱۱)                | ۱          | اتلتیکو مینیرو        | ۲۰۱۳                                                                   |
| برزیل (۱۱)                | ۱          | گرمیو                 | ۲۰۱۷                                                                   |
| برزیل (۱۱)                | ۱          | بوتافوگو              | ۲۰۲۵                                                                   |
| مکزیک (۹)                 | ۶          | مونتری                | ۲۰۱۱، ۲۰۱۲، ۲۰۱۳، ۲۰۱۹، ۲۰۲۱، ۲۰۲۵                                     |
| مکزیک (۹)                 | ۵          | پاچوکا                | ۲۰۰۷، ۲۰۰۸، ۲۰۱۰، ۲۰۱۷، ۲۰۲۵                                           |
| مکزیک (۹)                 | ۳          | آمریکا                | ۲۰۰۶، ۲۰۱۵، ۲۰۱۶                                                       |
| مکزیک (۹)                 | ۲          | کروز آزول             | ۲۰۱۴، ۲۰۲۹                                                             |
| مکزیک (۹)                 | ۱          | نیکاکسا               | ۲۰۰۰                                                                   |
| مکزیک (۹)                 | ۱          | آتلانتی               | ۲۰۰۹                                                                   |
| مکزیک (۹)                 | ۱          | گوادالاخارا           | ۲۰۱۸                                                                   |
| مکزیک (۹)                 | ۱          | تیگرس اونال           | ۲۰۲۰                                                                   |
| مکزیک (۹)                 | ۲          | لئون                  | ۲۰۲۳، ۲۰۲۵                                                             |
| ژاپن (۵)                  | ۴          | اوراوا رد دایموندز    | ۲۰۰۷، ۲۰۱۷، ۲۰۲۳، ۲۰۲۵                                                 |
| ژاپن (۵)                  | ۲          | سانفریس هیروشیما      | ۲۰۱۲، ۲۰۱۵                                                             |
| ژاپن (۵)                  | ۲          | کاشیما آنتلرز         | ۲۰۱۶، ۲۰۱۸                                                             |
| ژاپن (۵)                  | ۱          | گامبا اوساکا          | ۲۰۰۸                                                                   |
| ژاپن (۵)                  | ۱          | کاشیوا ریسول          | ۲۰۱۱                                                                   |
| انگلیس (۴)                | ۲          | منچستر یونایتد        | ۲۰۰۰، ۲۰۰۸                                                             |
| انگلیس (۴)                | ۲          | لیورپول               | ۲۰۰۵، ۲۰۱۹                                                             |
| انگلیس (۴)                | ۳          | چلسی                  | ۲۰۱۲، ۲۰۲۱، ۲۰۲۵                                                       |
| انگلیس (۴)                | ۲          | منچستر سیتی           | ۲۰۲۳، ۲۰۲۵                                                             |
| عربستان سعودی (۴)         | ۴          | الهلال                | ۲۰۱۹، ۲۰۲۱، ۲۰۲۲، ۲۰۲۵                                                 |
| عربستان سعودی (۴)         | ۲          | الاتحاد               | ۲۰۰۵، ۲۰۲۳                                                             |
| عربستان سعودی (۴)         | ۱          | النصر                 | ۲۰۰۰                                                                   |
| عربستان سعودی (۴)         | ۱          | الاهلی                | ۲۰۲۹                                                                   |
| کره جنوبی (۴)             | ۳          | اولسان اچ‌دی           | ۲۰۱۲، ۲۰۲۰، ۲۰۲۵                                                       |
| کره جنوبی (۴)             | ۲          | چونبوک هیوندای موتورز | ۲۰۰۶، ۲۰۱۶                                                             |
| کره جنوبی (۴)             | ۱          | پوهانگ استیلرز        | ۲۰۰۹                                                                   |
| کره جنوبی (۴)             | ۱          | سئونگنام              | ۲۰۱۰                                                                   |
| آرژانتین (۴)              | ۳          | ریور پلاته            | ۲۰۱۵، ۲۰۱۸، ۲۰۲۵                                                       |
| آرژانتین (۴)              | ۲          | بوکا جونیورز          | ۲۰۰۷، ۲۰۲۵                                                             |
| آرژانتین (۴)              | ۱          | استودیانتس            | ۲۰۰۹                                                                   |
| آرژانتین (۴)              | ۱          | سن لورنسو             | ۲۰۱۴                                                                   |
| امارات متحده عربی (۴)     | ۲          | الجزیره               | ۲۰۱۷، ۲۰۲۱                                                             |
| امارات متحده عربی (۴)     | ۱          | شباب الاهلی           | ۲۰۰۹                                                                   |
| امارات متحده عربی (۴)     | ۱          | الوحده                | ۲۰۱۰                                                                   |
| امارات متحده عربی (۴)     | ۲          | العین                 | ۲۰۱۸، ۲۰۲۵                                                             |
| استرالیا (۴)              | ۱          | ملبورن جنوبی          | ۲۰۰۰                                                                   |
| استرالیا (۴)              | ۱          | سیدنی                 | ۲۰۰۵                                                                   |
| استرالیا (۴)              | ۱          | آدلاید یونایتد        | ۲۰۰۸                                                                   |
| استرالیا (۴)              | ۱          | وسترن سیدنی واندررز   | ۲۰۱۴                                                                   |
| نیوزیلند (۳)              | ۱۲         | اوکلند سیتی           | ۲۰۰۶، ۲۰۰۹، ۲۰۱۱، ۲۰۱۲، ۲۰۱۳، ۲۰۱۴، ۲۰۱۵، ۲۰۱۶، ۲۰۱۷، ۲۰۲۲، ۲۰۲۳، ۲۰۲۵ |
| نیوزیلند (۳)              | ۲          | ویتاکر یونایتد        | ۲۰۰۷، ۲۰۰۸                                                             |
| نیوزیلند (۳)              | ۱          | تیم ولینگتون          | ۲۰۱۸                                                                   |
| اسپانیا (۳)               | ۷          | رئال مادرید           | ۲۰۰۰، ۲۰۱۴، ۲۰۱۶، ۲۰۱۷، ۲۰۱۸، ۲۰۲۲، ۲۰۲۵                               |
| اسپانیا (۳)               | ۴          | بارسلونا              | ۲۰۰۶، ۲۰۰۹، ۲۰۱۱، ۲۰۱۵                                                 |
| اسپانیا (۳)               | ۱          | اتلتیکو مادرید        | ۲۰۲۵                                                                   |
| مراکش (۳)                 | ۲          | الرجا کازابلانکا      | ۲۰۰۰، ۲۰۱۳                                                             |
| مراکش (۳)                 | ۳          | الوداد کازابلانکا     | ۲۰۱۷، ۲۰۲۲، ۲۰۲۵                                                       |
| مراکش (۳)                 | ۱          | مغرب تطوان            | ۲۰۱۴                                                                   |
| ایتالیا (۳)               | ۱          | میلان                 | ۲۰۰۷                                                                   |
| ایتالیا (۳)               | ۲          | اینتر میلان           | ۲۰۱۰، ۲۰۲۵                                                             |
| ایتالیا (۳)               | ۱          | یوونتوس               | ۲۰۲۵                                                                   |
| ایالات متحده آمریکا (۳)   | ۲          | سیاتل ساندرز          | ۲۰۲۲، ۲۰۲۵                                                             |
| ایالات متحده آمریکا (۳)   | ۱          | اینتر میامی           | ۲۰۲۵                                                                   |
| ایالات متحده آمریکا (۳)   | ۱          | لس آنجلس              | ۲۰۲۵                                                                   |
| مصر (۱)                   | ۱۰         | الاهلی                | ۲۰۰۵، ۲۰۰۶، ۲۰۰۸، ۲۰۱۲، ۲۰۱۳، ۲۰۲۰، ۲۰۲۱، ۲۰۲۲، ۲۰۲۳، ۲۰۲۵             |
| مصر (۱)                   | ۱          | پیرامیدز              | ۲۰۲۹                                                                   |
| تونس (۲)                  | ۴          | اسپرانس تونس          | ۲۰۱۱، ۲۰۱۸، ۲۰۱۹، ۲۰۲۵                                                 |
| تونس (۲)                  | ۱          | ستاره ساحلی           | ۲۰۰۷                                                                   |
| آلمان (۲)                 | ۳          | بایرن مونیخ           | ۲۰۱۳، ۲۰۲۰، ۲۰۲۵                                                       |
| آلمان (۲)                 | ۱          | بروسیا دورتموند       | ۲۰۲۵                                                                   |
| قطر (۲)                   | ۲          | السد                  | ۲۰۱۱، ۲۰۱۹                                                             |
| قطر (۲)                   | ۱          | الدحیل                | ۲۰۲۰                                                                   |
| پرتغال (۲)                | ۱          | پورتو                 | ۲۰۲۵                                                                   |
| پرتغال (۲)                | ۱          | بنفیکا                | ۲۰۲۵                                                                   |
| جمهوری دموکراتیک کنگو (۱) | ۳          | تی‌پی مازمبه           | ۲۰۰۹، ۲۰۱۰، ۲۰۱۵                                                       |
| چین (۱)                   | ۲          | گوانگژو               | ۲۰۱۳، ۲۰۱۵                                                             |
| آفریقای جنوبی (۱)         | ۲          | ماملودی سانداونز      | ۲۰۱۶، ۲۰۲۵                                                             |
| فرانسه (۱)                | ۱          | پاری سن-ژرمن          | ۲۰۲۵                                                                   |
| کاستاریکا (۱)             | ۱          | ساپریسا               | ۲۰۰۵                                                                   |
| ایران (۱)                 | ۱          | سپاهان                | ۲۰۰۷                                                                   |
| اکوادور (۱)               | ۱          | ال‌دی‌یو کیتو           | ۲۰۰۸                                                                   |
| پاپوآ گینه نو (۱)         | ۱          | هیکاری یونایتد        | ۲۰۱۰                                                                   |
| الجزایر (۱)               | ۱          | وفاق سطیف             | ۲۰۱۴                                                                   |
| کلمبیا (۱)                | ۱          | اتلتیکو ناسیونال      | ۲۰۱۶                                                                   |
| کالدونیای جدید (۱)        | ۱          | هیانگن اسپورت         | ۲۰۱۹                                                                   |
| تاهیتی (۱)                | ۱          | پیرائه                | ۲۰۲۱                                                                   |
| اتریش (۱)                 | ۱          | ردبول سالزبورگ        | ۲۰۲۵                                                                   |

| بیشترین حضور توسط یک باشگاه - اوکلند سیتی با شرکت در دوازده دوره مسابقات، رکورددار تعداد حضور در جام جهانی باشگاه‌ها است: ۲۰۰۶, ۲۰۰۹, ۲۰۱۱, ۲۰۱۲, ۲۰۱۳, ۲۰۱۴, ۲۰۱۵, ۲۰۱۶, ۲۰۱۷, ۲۰۲۲, ۲۰۲۳ و ۲۰۲۵. آنها همچنین قرار بود در مسابقات ۲۰۲۰ و ۲۰۲۱ شرکت کنند، اما به دلیل قرنطینه ناشی از دنیاگیری کووید-۱۹ مجبور به انصراف از هر دو مسابقات شدند. | بیشترین حضور متوالی توسط یک باشگاه - اوکلند سیتی هفت فصل متوالی در جام جهانی باشگاه‌ها شرکت کرد: ۲۰۱۱, ۲۰۱۲, ۲۰۱۳, ۲۰۱۴, ۲۰۱۵, ۲۰۱۶ و ۲۰۱۷ بیشترین تعداد بازی انجام شده توسط یک باشگاه الاهلی با شرکت در ۲۸ مسابقه، رکورد تعداد مسابقات انجام شده در جام جهانی باشگاه‌ها را در اختیار دارد. |

## جدول امتیازات جام جهانی باشگاه‌ها
فهرست ده باشگاه برتر با بیشترین امتیاز کسب شده در جام جهانی باشگاه‌ها در زیر آمده است. باشگاه‌ها در درجه اول بر اساس امتیازات کسب شده خود، بر اساس سه امتیاز برای هر برد، یک امتیاز برای هر تساوی و بدون امتیاز برای هر باخت، رتبه‌بندی می‌شوند.
| رتبه | ک.            | باشگاه           | قهرمانی | ح. | ام. | با. | ب. | م | ش  | گ.ز. | گ.خ. | ت.  | م.ا. |
| ---- | ------------- | ---------------- | ------- | -- | --- | --- | -- | - | -- | ---- | ---- | --- | ---- |
| ۱    | اسپانیا       | رئال مادرید      | ۵       | ۷  | ۵۱  | ۲۰  | ۱۶ | ۳ | ۱  | ۵۷   | ۲۰   | +۳۷ | ۲.۵۵ |
| ۲    | مصر           | الاهلی           | ۰       | ۱۰ | ۳۳  | ۲۸  | ۱۰ | ۳ | ۱۵ | ۳۵   | ۴۵   | −۱۰ | ۱.۱۷ |
| ۳    | انگلستان      | چلسی             | ۲       | ۳  | ۲۷  | ۱۱  | ۹  | ۰ | ۲  | ۲۳   | ۸    | +۱۵ | ۲.۴۵ |
| ۴    | مکزیک         | مونتری           | ۰       | ۶  | ۲۵  | ۱۶  | ۷  | ۴ | ۵  | ۳۱   | ۲۱   | +۱۰ | ۱.۵۶ |
| ۵    | اسپانیا       | بارسلونا         | ۳       | ۴  | ۲۱  | ۸   | ۷  | ۰ | ۱  | ۲۳   | ۳    | +۲۰ | ۲.۶۲ |
| ۶    | آلمان         | بایرن مونیخ      | ۲       | ۳  | ۲۱  | ۹   | ۷  | ۰ | ۲  | ۲۴   | ۶    | +۱۸ | ۲.۳۳ |
| ۷    | عربستان سعودی | الهلال           | ۰       | ۴  | ۱۹  | ۱۴  | ۵  | ۴ | ۵  | ۲۵   | ۲۵   | ۰   | ۱.۳۵ |
| ۸    | انگلستان      | منچستر سیتی      | ۱       | ۲  | ۱۵  | ۶   | ۵  | ۰ | ۱  | ۲۳   | ۶    | +۱۷ | ۲.۵۰ |
| ۹    | فرانسه        | پاری سن-ژرمن     | ۰       | ۱  | ۱۵  | ۷   | ۵  | ۰ | ۲  | ۱۶   | ۴    | +۱۲ | ۲.۱۴ |
| ۱۰   | ژاپن          | سانفریس هیروشیما | ۰       | ۲  | ۱۵  | ۷   | ۵  | ۰ | ۲  | ۱۲   | ۶    | +۶  | ۲.۱۴ |

## بازیکنان

### بیشترین حضور
بازیکنانی که با متن پررنگ مشخص شده‌اند، تا زمان جام جهانی باشگاه‌ها ۲۰۲۵ همچنان فعال هستند.
| رتبه | بازیکن       | کشور   | مسابقات | تورنمنت                   | باشگاه (تعداد حضور)    |
| ---- | ------------ | ------ | ------- | ------------------------- | ---------------------- |
| ۱    | حسین الشحات  | مصر    | ۱۸      | ۶ (۲۰۱۸, ۲۰۲۰–۲۰۲۳, ۲۰۲۵) | العین (۴), الاهلی (۱۴) |
| ۲    | محمد هانی    | مصر    | ۱۶      | ۵ (۲۰۲۰–۲۰۲۳, ۲۰۲۵)       | الاهلی                 |
| ۳    | لوکا مودریچ  | کرواسی | ۱۴      | ۵ (۲۰۱۶–۲۰۱۸, ۲۰۲۲, ۲۰۲۵) | رئال مادرید            |
| ۳    | طاهر محمد    | مصر    | ۱۴      | ۵ (۲۰۲۰–۲۰۲۳, ۲۰۲۵)       | الاهلی                 |
| ۵    | محمد الشناوی | مصر    | ۱۳      | ۴ (۲۰۲۰, ۲۰۲۲–۲۰۲۳, ۲۰۲۵) | الاهلی                 |

### بیشترین قهرمانی
- تونی کروس – ۶ (بایرن مونیخ, ۲۰۱۳; رئال مادرید, ۲۰۱۴, ۲۰۱۶–۱۸, ۲۰۲۲).[۵۷]

### بیشترین حضور در فینال
- تونی کروس – ۶ (او در سال ۲۰۱۳ به عنوان عضوی از بایرن مونیخ و در سال‌های ۲۰۱۴، ۲۰۱۶، ۲۰۱۷، ۲۰۱۸ و ۲۰۲۲ به عنوان عضوی از رئال مادرید حضور داشت و در همه آنها برنده شد).[۵۷]

### بیشترین تورنمنت
- امیلیانو تاده با شرکت در نه دوره از مسابقات جام جهانی باشگاه‌ها در سال‌های ۲۰۱۱، ۲۰۱۲، ۲۰۱۳، ۲۰۱۴، ۲۰۱۵، ۲۰۱۶، ۲۰۱۷، ۲۰۲۲ و ۲۰۲۳، رکورددار تعداد حضور در این مسابقات است.[۵۸] او همچنین با هفت حضور متوالی بین سال‌های ۲۰۱۱ تا ۲۰۱۷، رکورددار بیشترین حضور متوالی در این مسابقات است.[۵۸]

### جوان‌ترین بازیکن
- ویکتور مانیون – ۱۶ سال، ۳۱۹ روز (برای پاچوکا مقابل گامبا اوساکا, ۲۱ دسامبر ۲۰۰۸)

### مسن‌ترین بازیکن
- اسکار پرز – ۴۴ سال، ۳۱۴ روز (برای پاچوکا مقابل گرمیو, ۱۲ دسامبر ۲۰۱۷)[۵۹]

## گلزنان

### برترین گلزنان کلی
- مسابقات داخل پرانتز، مثلاً (۲۰۱۳): در مسابقات بازی کرده، اما گلی به ثمر نرسانده است.
- آخرین بروزرسانی بعد از جام جهانی باشگاه‌ها ۲۰۲۵[۶۰]

| رتبه | بازیکن            | تیم(ها)                    | گل | بازی | میانگین گل | تورنمنت(ها)                            |
| ---- | ----------------- | -------------------------- | -- | ---- | ---------- | -------------------------------------- |
| ۱    | کریستیانو رونالدو | منچستر یونایتد رئال مادرید | ۷  | ۸    | ۰.۸۸       | ۲۰۰۸, (۲۰۱۴), ۲۰۱۶, ۲۰۱۷               |
| ۲    | گرت بیل           | رئال مادرید                | ۶  | ۶    | ۱.۰۰       | ۲۰۱۴, ۲۰۱۷, ۲۰۱۸                       |
| ۲    | لوییس سوارز       | بارسلونا اینتر میامی       | ۶  | ۶    | ۱.۰۰       | ۲۰۱۵, ۲۰۲۵                             |
| ۲    | لیونل مسی         | بارسلونا اینتر میامی       | ۶  | ۹    | ۰.۶۷       | ۲۰۰۹, ۲۰۱۱, ۲۰۱۵, ۲۰۲۵                 |
| ۲    | کریم بنزما        | رئال مادرید الاتحاد        | ۶  | ۱۱   | ۰.۵۵       | ۲۰۱۴, ۲۰۱۶, (۲۰۱۷), (۲۰۱۸), ۲۰۲۲, ۲۰۲۳ |
| ۶    | سزار دلگادو       | مونتری                     | ۵  | ۶    | ۰.۸۳       | (۲۰۱۱), ۲۰۱۲, ۲۰۱۳                     |
| ۶    | فدریکو والورده    | رئال مادرید                | ۵  | ۸    | ۰.۶۳       | (۲۰۱۸), ۲۰۲۲, ۲۰۲۵                     |
| ۶    | سالم الدوسری      | الهلال                     | ۵  | ۱۲   | ۰.۴۲       | ۲۰۱۹, ۲۰۲۱, ۲۰۲۲, ۲۰۲۵                 |
| ۹    | دنیلسون           | پوهانگ استیلرز             | ۴  | ۳    | ۱.۳۳       | ۲۰۰۹                                   |
| ۹    | آنخل دی ماریا     | Benfica                    | ۴  | ۴    | ۱.۰۰       | ۲۰۲۵                                   |
| ۹    | سرهو گیراسی       | بروسیا دورتموند            | ۴  | ۵    | ۰.۸۰       | ۲۰۲۵                                   |
| ۹    | مارکوس لئوناردو   | الهلال                     | ۴  | ۵    | ۰.۸۰       | ۲۰۲۵                                   |
| ۹    | پدرو              | فلامینگو                   | ۴  | ۵    | ۰.۸۰       | ۲۰۲۲, (۲۰۲۵)                           |
| ۹    | گونزالو گارسیا    | رئال مادرید                | ۴  | ۶    | ۰.۶۷       | ۲۰۲۵                                   |
| ۹    | فیل فودن          | منچستر سیتی                | ۴  | ۶    | ۰.۶۷       | ۲۰۲۳, ۲۰۲۵                             |
| ۹    | وینیسیوس جونیور   | رئال مادرید                | ۴  | ۹    | ۰.۴۴       | (۲۰۱۸), ۲۰۲۲, ۲۰۲۵                     |
| ۹    | تسوکاسا شیوتانی   | سانفریس هیروشیما العین     | ۴  | ۹    | ۰.۴۴       | (۲۰۱۲), ۲۰۱۵, ۲۰۱۸                     |
| ۹    | سرخیو راموس       | رئال مادرید مونتری         | ۴  | ۱۰   | ۰.۴۰       | ۲۰۱۴, (۲۰۱۶), (۲۰۱۷), ۲۰۱۸, ۲۰۲۵       |
| ۹    | محمد ابو تریکه    | الاهلی                     | ۴  | ۱۱   | ۰.۳۶       | (۲۰۰۵), ۲۰۰۶, (۲۰۰۸), ۲۰۱۲, (۲۰۱۳)     |
| ۹    | حسین الشحات       | العین الاهلی               | ۴  | ۱۳   | ۰.۳۱       | ۲۰۱۸, ۲۰۲۰, (۲۰۲۱), ۲۰۲۲, ۲۰۲۳         |

منبع:

### گلزن برتر هر تورنمنت
| سال  | بازیکن(ها)         | گل | بازی |
| ---- | ------------------ | -- | ---- |
| ۲۰۰۰ | نیکولا آنلکا       | ۳  | ۳    |
| ۲۰۰۰ | روماریو            | ۳  | ۴    |
| ۲۰۰۵ | آموروسو            | ۲  | ۲    |
| ۲۰۰۵ | پیتر کراوچ         | ۲  | ۲    |
| ۲۰۰۵ | محمد نور           | ۲  | ۳    |
| ۲۰۰۵ | آلوارو سابوریو     | ۲  | ۳    |
| ۲۰۰۶ | محمد ابو تریکه     | ۳  | ۳    |
| ۲۰۰۷ | واشینگتن           | ۳  | ۳    |
| ۲۰۰۸ | وین رونی           | ۳  | ۲    |
| ۲۰۰۹ | دنیلسون            | ۴  | ۳    |
| ۲۰۱۰ | مائوریسیو مولینا   | ۳  | ۳    |
| ۲۰۱۱ | آدریانو            | ۲  | ۱    |
| ۲۰۱۱ | لیونل مسی          | ۲  | ۲    |
| ۲۰۱۲ | سزار دلگادو        | ۳  | ۳    |
| ۲۰۱۲ | هیساتو ساتو        | ۳  | ۳    |
| ۲۰۱۳ | سزار دلگادو        | ۲  | ۲    |
| ۲۰۱۳ | رونالدینیو         | ۲  | ۲    |
| ۲۰۱۳ | داریو کونکا        | ۲  | ۳    |
| ۲۰۱۳ | محسن یاجور         | ۲  | ۴    |
| ۲۰۱۴ | گرت بیل            | ۲  | ۲    |
| ۲۰۱۴ | سرخیو راموس        | ۲  | ۲    |
| ۲۰۱۴ | خراردو تورادو      | ۲  | ۳    |
| ۲۰۱۵ | لوییس سوارز        | ۵  | ۲    |
| ۲۰۱۶ | کریستیانو رونالدو  | ۴  | ۲    |
| ۲۰۱۷ | مائوریسیو آنتونیو  | ۲  | ۱    |
| ۲۰۱۷ | کریستیانو رونالدو  | ۲  | ۲    |
| ۲۰۱۷ | رومارینیو          | ۲  | ۴    |
| ۲۰۱۸ | گرت بیل            | ۳  | ۲    |
| ۲۰۱۸ | رافائل سانتوس بوره | ۳  | ۲    |
| ۲۰۱۹ | حمدو الهونی        | ۳  | ۲    |
| ۲۰۱۹ | بغداد بونجاح       | ۳  | ۳    |
| ۲۰۲۰ | آندره-پیر ژینیاک   | ۳  | ۳    |
| ۲۰۲۱ | روملو لوکاکو       | ۲  | ۲    |
| ۲۰۲۱ | رافائل ویگا        | ۲  | ۲    |
| ۲۰۲۱ | عبدالله دیابی      | ۲  | ۳    |
| ۲۰۲۱ | یاسر ابراهیم       | ۲  | ۳    |
| ۲۰۲۲ | پدرو               | ۴  | ۲    |
| ۲۰۲۳ | جولیان آلوارز      | ۲  | ۲    |
| ۲۰۲۳ | کریم بنزما         | ۲  | ۲    |
| ۲۰۲۳ | علی معلول          | ۲  | ۳    |
| ۲۰۲۵ | آنخل دی ماریا      | ۴  | ۴    |
| ۲۰۲۵ | سرهو گیراسی        | ۴  | ۵    |
| ۲۰۲۵ | مارکوس لئوناردو    | ۴  | ۵    |
| ۲۰۲۵ | گونزالو گارسیا     | ۴  | ۶    |

### آمارهای گلزنی
- کریستیانو رونالدو و لیونل مسی رکورد بیشترین گل زده در فینال این رقابت‌ها را به اشتراک دارند. رونالدو در چهار فینال چهار گل و مسی در سه فینال چهار گل به ثمر رسانده است.[۶۲][۶۳][۶۴]
- لیونل مسی تنها بازیکنی است که در سه مسابقه فینال مختلف گلزنی کرده است: ۲۰۰۹، ۲۰۱۱ و ۲۰۱۵.
- لوییس سوارز با به ثمر رساندن پنج گل در نسخه ۲۰۱۵، رکورد بیشترین گل زده در یک تورنمنت را در اختیار دارد.[۶۵]
- کریستیانو رونالدو تنها بازیکنی است که در فینال این رقابت‌ها هت‌تریک کرده است و این کار را در فینال ۲۰۱۶ مقابل کاشیما آنتلرز انجام داده است.
- لوییس سوارز، کریستیانو رونالدو، گرت بیل، حمدو الهونی، جمال موسیالا و وسام ابو علی تنها بازیکنانی هستند که در تاریخ این رقابت‌ها هت‌تریک کرده‌اند.[۶۶]
- روژریو سنی تنها دروازه‌بانی است که در این رقابت‌ها گل زده است، که این کار را در نیمه نهایی سال ۲۰۰۵ انجام داد.[۶۷]
- کریستیانو رونالدو تنها بازیکنی است که برای دو قهرمان مختلف گلزنی کرده است، این کار را در سال ۲۰۰۸ برای منچستر یونایتد و در سال‌های ۲۰۱۶ و ۲۰۱۷ برای رئال مادرید انجام داده است.

## سرمربیان

### بیشترین حضور
- پپ گواردیولا با ۱۲ حضور، رکورد بیشترین حضور به عنوان سرمربی را دارد که دو بازی در سال‌های ۲۰۰۹، ۲۰۱۱، ۲۰۱۳، ۲۰۲۳ و چهار بازی در سال ۲۰۲۵ را بر عهده داشته و در ۱۱ بازی پیروز شده است.[۶۸]

### بیشترین حضور در تورنمنت‌ها
- رامون تریبولیتکس با حضور در سال‌های ۲۰۱۱، ۲۰۱۲، ۲۰۱۳، ۲۰۱۴، ۲۰۱۵، ۲۰۱۶ و ۲۰۱۷ رکورددار تعداد سال‌های مربیگری است.

### بیشترین قهرمانی در تورنمنت‌ها
- پپ گواردیولا با چهار قهرمانی در جام جهانی باشگاه‌ها (۲۰۰۹، ۲۰۱۱، ۲۰۱۳ و ۲۰۲۳) رکورددار است.